# This Boy's Fire
"This Boy's Fire" je latinska hip-hop pjesma meksičkog kantautora Carlosa Santane. Objavljena je kao drugi singl s njegovog kompilacijskog albuma Ultimate Santana. Na pjesmi se kao gostujući izvođači pojavljuju američka R&B pjevačica Jennifer Lopez i meksički reper Baby Bash.
Producenti pjesme su Raymond "Sarom" Diaz, Steve Morales, Carlos Santana i Sean Garrett, dok su tekstopisci iste Carlos Santana te Jennifer Lopez. Singl je zabilježio skroman uspjeh na top listama singlova, a van Europe nije zabilježio nikakav uspjeh. Videospot za pjesmu nije snimljen.

## Top liste
| Top liste (2009.) | Najviša pozicija |
| ----------------- | ---------------- |
| Hrvatska          | 16               |
| Mađarska          | 27               |
| Rumunjska         | 28               |
| Slovačka          | 64               |

## Povijest objavljivanja
| Država  | Datum             | Format  |
| ------- | ----------------- | ------- |
| Poljska | 23. ožujka 2008.  | airplay |
| SAD     | 15. travnja 2008. | airplay |